# Za co?
Pour plus de détails, voir Fiche technique et Distribution.
Za co? est un film polono-russe réalisé par Jerzy Kawalerowicz, sorti en 1996.
C'est l'adaptation de la nouvelle du même nom de Léon Tolstoï.

## Fiche technique
- Titre français : Za co?
- Réalisation : Jerzy Kawalerowicz
- Scénario : Aleksandr Bondarev (ru), Pavel Finn (ru), Jerzy Kawalerowicz et Valeriy Pendrakovskiy (ru)
- Photographie : Mikhail Agranovich (ru)
- Montage : Valentina Ignatova
- Musique : Valeri Myagkikh
- Pays d'origine : Pologne - Russie
- Format : Couleurs - 35 mm - Mono
- Genre : drame, romance
- Durée : 103 minutes
- Date de sortie :
  - Pologne : 18 avril 1996

## Distribution
- Magdalena Wójcik (pl) : Albina Jaczewska
- Artur Żmijewski : Józef Migurski
- Emilia Krakowska (pl) : Ludwika
- Dorota Sadowska : Masza
- Stepan Starchikov (ru) : Kozak Danilo Lifanov
- Anatoli Kouznetsov : Ivan Gavrilovich komendant